# Philippus Baldaeus
Philippus Baldaeus (* 24. Oktober 1632 in Delft; † zwischen dem 15. August und dem 27. September 1671 in Geervliet, südlich von Rotterdam) war ein niederländischer reformierter Geistlicher, Schriftsteller, Proto-Indologe und -Ethnologe. Der Name ist latinisiert aus Philips Baelde oder Balde.

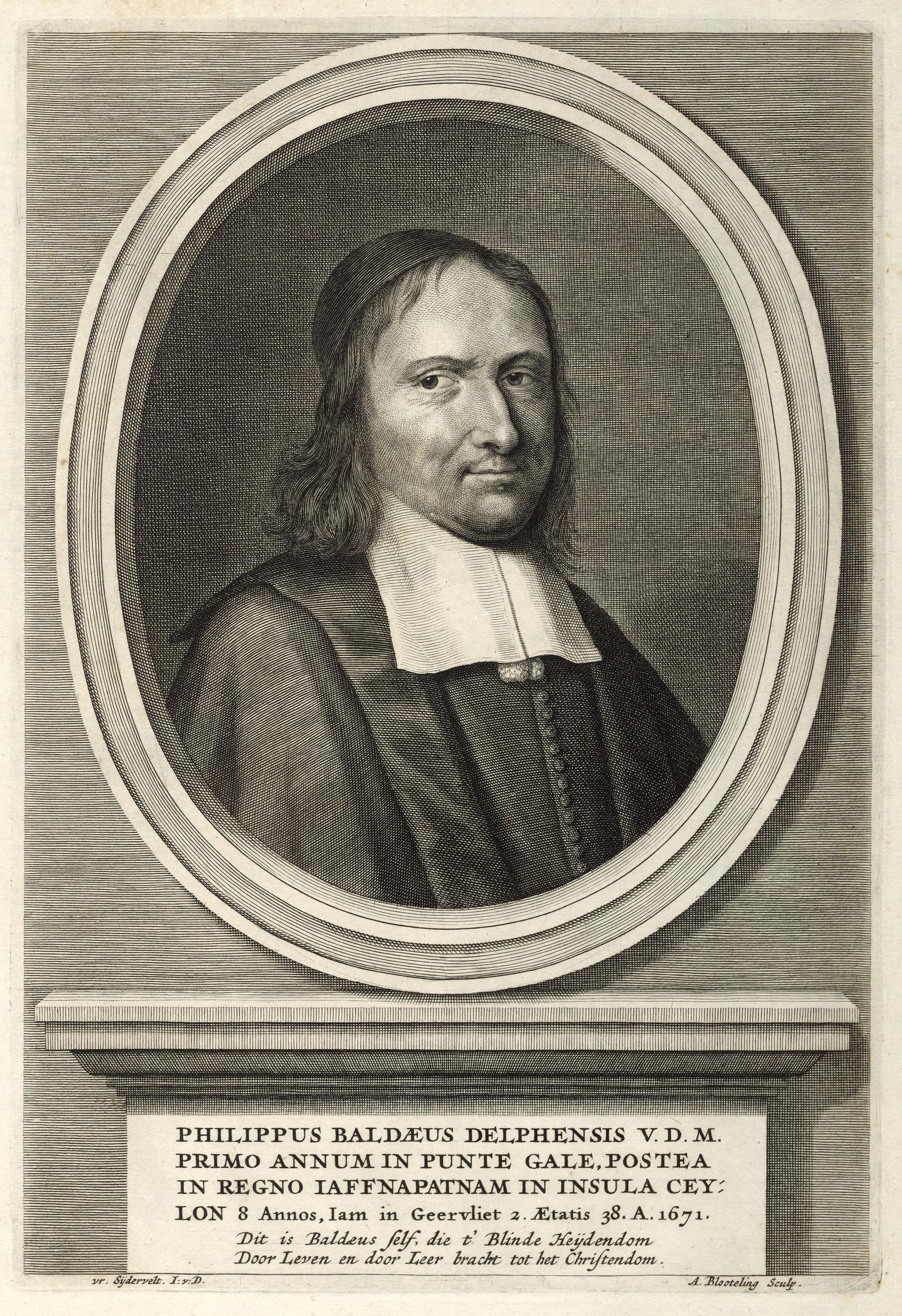
Philippus Baldaeus, im Jahr 1671

## Leben und Werk

### Schule und Studium
Sein Vater war Jan Baelde, Kaufmann, die Mutter hieß Maria de Jonge (Junius), Tochter Isaac Junius, ein Prediger in Delft. Das Paar hatte sich 1629 verheiratet. Bereits mit vier Jahren Vollwaise, wurde Baldaeus vom Großvater großgezogen und folgte dem Vorbild seines Onkels mütterlicherseits, Robert Junius, des „Reformators von Formosa“ – die Insel, das heutige Taiwan war von 1624 bis 1662 niederländische Kolonie –, der 1629 bis 1643 an der Expedition und den verlustreichen Kämpfen mit Portugiesen, Chinesen und Ureinwohnern Formosa teilgenommen und nach seiner Rückkehr (1645) darüber einen ausführlichen Bericht verfasst hatte. Nach dem Besuch des Gymnasiums in Delft und dem Studium der Philosophie in Groningen (1649) und der Theologie in Leiden (1650–1654) wurde auch Baldaeus calvinistischer Prediger.

### Prediger der Ostindischen Kompanie in Südostasien
Nach Abschluss seiner Studien eignete er sich in Leiden Malaiisch- und formosanisch-Kenntnisse (wohl ein Hakka-Dialekt) an und bewarb sich mit Erfolg um eine Predigerstelle bei der Vereinigten Ostindischen Kompanie, der V.O.C. Der Kampf um die Vorherrschaft über die Gewürzregionen Süd- und Südostasiens zwischen Portugal und den Niederlanden war voll entbrannt, als Baldaeus 1654 – inzwischen verheiratet – als Prediger nach Batavia, dem heutigen Jakarta, reiste, dem Sitz des Generalgouverneurs und Hauptsitz der Gesellschaft, wo er 1655 eintraf.
Seine Kenntnis des Malaiischen führte ihn in diplomatischer Mission nach Makassar. Unmittelbar nach der Einnahme Colombos/Sri Lanka (damals Ceylon) wurde er jedoch – gegen seine Absicht – auf die von den Portugiesen neu eroberte Insel Sri Lanka versetzt. Nach einem Zwischenaufenthalt in Malakka blieb er zunächst in Galle, dann in Colombo und Jaffna, obwohl er sich auf einen Einsatz in Formosa vorbereitet hatte. Seine Beschwerde hatte keinen Erfolg, seine Kenntnisse des Malaiischen und Formosanischen waren damit wertlos geworden. Nachdem seine erste Frau in Batavia, das wegen seiner ungesunden Lage als das „Grab der Europäer“ galt, gestorben war, heiratete er an Bord des Schiffs, das ihn nach Ceylon brachte, 1656 zum zweiten Mal.

### Missionar und Ethnologe in Südindien und Sri Lanka
Baldaeus hatte in Ceylon sowohl die niederländische reformierte Gemeinde zu betreuen als auch die einheimischen, ehemals katholischen Christen, denen er die neue Glaubensrichtung nahezubringen hatte. In den Reihen der Soldaten im Dienst der VOC gab es außerdem zahlreiche Lutheraner, vor allem Deutsche, die von den Pastoren als Glaubensrivalen betrachtet und oftmals in Predigten scharf angegriffen wurden, u. a. Johann Jacob Saar; auch für diese Gruppe war er seelsorgerisch zuständig. Als Feldprediger begleitete er den niederländischen General Rijklof van Goens bei seinem Feldzug gegen die Portugiesen (1658), der mit der Einnahme von Jaffna und Mannar auf Sri Lanka sowie Tuticorin und Nagapattinam in Südindien endete. Das gebirgige Inland von Sri Lanka mit dem tamilisch-buddhistischen Königreich Kandy blieb dagegen bis zur englischen Eroberung 1796 unabhängig, war vom Meer abgeschnitten und gänzlich isoliert. Es blieb ein ständiger Stachel im Fleisch der niederländischen Besitzungen.
In Nagapattinam, dem Hauptsitz der Kompanie auf dem Festland, hielt sich Baldaeus über ein Jahr lang auf; über den Alltag und den gemächlichen Gang der Geschäfte, der an der Koromandelküste herrschte, sind wir durch einen Brief aus seiner Hand an einen jungen Amtsanwärter zuhause informiert. Auch an Goens’ erfolgreichem Feldzug gegen die verbliebenen portugiesischen Besitzungen an der südindischen Malabarküste – Quilon 1661, Cochin und Cranganore 1662 – war Baldaeus beteiligt. Van Goens scheint mit seiner Amtsführung zufrieden gewesen zu sein, denn er vertraute ihm 1659 bis 1660 seinen Sohn zur Erziehung an. Weitere Dienst- und Gesandtschaftsreisen führten ihn nach Cannanur/Kannur und zum König von Perkatti.

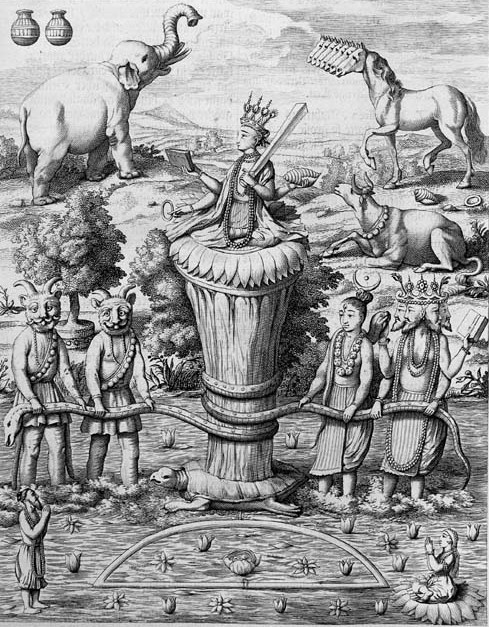
Die Quirlung des Milchmeers durch Götter und Asuras in Baldaeus' „Abgotterey“

Baldaeus’ Pfarrsprengel umfasste das ganze Küstengebiet Sri Lankas mitsamt den vorgelagerten Inseln und dem tamilischen Südzipfel Indiens, ein Gebiet, das von den Portugiesen in 32 Pfarreien mit jeweils einer Kirche und einer Schule aufgeteilt und von zahlreichen Ordensbrüdern sowie einem Jesuitenkollegien betreut worden war. Alleine beim Abzug der Portugiesen aus Jaffna befanden sich trotz vorheriger Verluste immer noch 40 bis 50 Geistliche unter den Überlebenden. Für nur vier Prediger war dies eine herkulische Aufgabe; während die katholische Jesuitenmission in Madura auf dem indischen Festland auf lebenslang tätige Ordensbrüder zurückgreifen konnte (Francisco de Xavier, Roberto de Nobili, Joseph Constant Beschi, Johannes de Britto), die auf keine Familie Rücksicht nehmen mussten und die Baldaeus wegen ihres Einsatzes und ihrer Kenntnisse – selten in dieser Zeit – sehr schätzte und ihre Schriften und Methoden studierte, musste er alleine von Kirche zu Kirche reisen und die einheimischen Katholiken „umtaufen“ – alleine im Jahr 1663 waren dies 12.387 Personen. Auch die Ausbildung lag ihm am Herzen, denn zu seinem Leidwesen fand er die religiöse Bildung der Einheimischen sehr oberflächlich. Viele waren bloße „Namens-“ oder sog. „Reis-Christen“ (nach der Quantität Reis, die sie für ihre Konversion erhielten).
Philippus Baldaeus

Rijksmuseum Amsterdam

Link zum Bild

(Bitte Urheberrechte beachten)
Ein erst 1999 identifiziertes Doppelportrait im Rijksmuseum Amsterdam zeigt den jungen Missionar in einheimischer Tracht mit seinem tamilischen Dolmetscher in tropischer Landschaft mit seiner singhalesischen Pfarrkirche im Hintergrund.
Baldaeus war am Verständnis der Kultur und Religion der Singhalesen und Südinder zwar vor allem interessiert, um missionieren zu können, setzte sich aber auch für eine bessere Schulbildung der Einheimischen ein; bei seiner Abreise zählte man 18.000 Schulkinder. Mit seinem Eifer geriet er jedoch in Konflikt mit der Kompanie, die zusätzliche Ausgaben scheute und der kirchlich-schulischen Betreuung der Einheimischen gleichgültig gegenüberstand. In ihrem Herrschaftsgebiet beanspruchte sie ohnehin die Oberhoheit auch in kirchlichen Fragen („gewinzucht over godsvrucht“, „Gewinnsucht über Gottesfurcht“); zudem hatte die Hoffnung, dass durch das von der V.O.C. in Leiden eingerichtete Collegium Indicum besonders dienstwillige Missionare heranwachsen würden, getrogen: „mit diesen jungen Fanten haben wir mehr Verdruss als mit anderen Predigern und Untergebenen“, klagte ein Generalgouverneur. Die Prediger ihrerseits mussten über allerhand Missstände – Trunksucht, Bestechlichkeit, laxe Moral, Sklavenhandel und -haltung, Amtsmissbrauch u. v. m. – hinwegsehen und waren zudem von ihren kirchlichen Vorgesetzten in Batavia abhängig, die sie bei Beschwerden der Obrigkeit jederzeit versetzen konnten.
Von Amtskollegen wurde seine seelsorgerische Arbeit in Ceylon noch lange Zeit danach als vorbildlich eingestuft.

### Rückkehr in die Niederlande

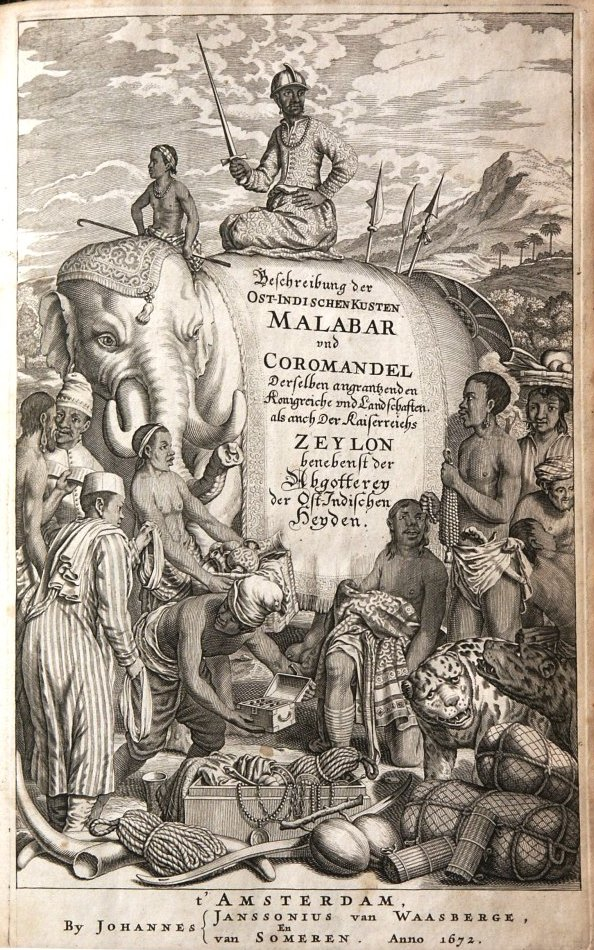
Titelbild der deutschen Ausgabe

1665 bis 1666 kehrte Baldaeus über das Kap der Guten Hoffnung in die Niederlande zurück; offenbar hatte er sich 1654 für zehn Jahre Auslandsdienst verpflichtet. 1667 brachte er seine Beschwerden über die kirchlichen Belange in Ceylon in einer Eingabe an die Regierung in Den Haag zum Ausdruck. Statt einer Stelle am Collegium Indicum musste er sich seit 1669 als Prediger in der kleinen Gemeinde Geervliet südlich von Rotterdam begnügen. Hier schloss er seine Beschreibung der Ostindischen Kusten Malabar und Coromandel (Amsterdam 1672) ab. Noch im Jahr der Veröffentlichung, erst 39-jährig, verstarb er.

### DieWahrhaftige Beschreibung
Sein Hauptwerk verfasste er bald nach der Rückkehr in die Niederlande. Es enthält neben ausführlichen Beschreibungen von Religion, Mythologie, Sitten und Gebräuchen Südindiens und Sri Lankas zahlreiche, detaillierte und sorgfältig ausgeführte Kupferstiche und wurde noch im selben Jahr ins Deutsche übersetzt.

#### Gliederung
Das Buch gliedert sich in folgende Abschnitte:
- „Ausführliche Beschreibung der ostindischen Küsten oder Ansee-Gegenden Malabar und Coromandel“ (enthält: „Kurtze Anleitung zu der malabarischen Sprachkunst“)
- „Beschreibung der großen und berühmten Insel Zeylon“
- „Abgotterey der ost-indischen Heyden. Das ist wahrhaftige und ausführliche Verhandlung von dem Gottesdienst der indostanschen, coromandelschen, malabarischen und zeylonschen Heyden, wie derselben Götzen abgebildet und geehret werden.“

#### Inhalt
Unter ethnologischen, historischen, geographischen und theologischen Gesichtspunkten verzeichnete Baldaeus alles, was er selbst oder von Gewährsleuten (z. B. einem getauften Brahmanen), von Dolmetschern, aus den Beständen der Jesuitenbibliotheken in Ceylon und Südindien und später aus der in den Niederlanden zugänglichen Literatur über diesen Teil Südasiens in Erfahrung bringen konnte. Dabei kamen ihm seine Kenntnisse des Sanskrit sowie des als Lingua franca weit verbreiteten Portugiesisch zugute; darüber hinaus zitierte er in Hebräisch, Griechisch, Latein, Englisch, Französisch und Italienisch. Seine Schilderung der tamilischen Sprache war bei allen Mängeln wegweisend, wenn er auch nach eigener Aussage darin nur Grundkenntnisse besaß („er kannte wohl nicht viel mehr als das Alphabet“), ganz anders als die Jesuiten, die das Tamil so gut beherrschten, dass sie sogar die Brahmanen bei Sprachwettbewerben mit ihrer Sprachfertigkeit beschämten.
Baldaeus’ Buch prägte lange Zeit die Vorstellungen, die man sich in Europa vom Hinduismus und vom Buddhismus machte. Er war der Erste, der den Hauptinhalt der Krishna-Mythologie sowie der Epen des Ramayana und Mahabharata einem größeren Publikum mitteilte.

## Das Porträt von 1671
Der im Jahr 1671 entstandene Titel-Kupferstich seines Werkes zeigt ihn im Halbporträt im Jahr vor seinem Tod als einen in der Blüte seiner Jahre stehenden Mann mit offenem Haar im Stil Ludwigs XIII. (d. h. ohne Perücke) im Prädikantenhabit der Zeit, d. h. in schwarzem, vorn geknöpftem Rock mit Beffchen (zweigeteilter weißer Halsbinde) und schwarzem Pileolus sowie der lateinisch-niederländischen Unterschrift:
- PHILIPPUS BALDAEUS DELPHENSIS V.D.M.
PRIMO ANNUM IN PUNTE GALE, POSTEA
 IN REGNO JAFFNAPATNAM IN INSULA CEY=
LON 8 Annos, Iam in Geervliet 2. AEtatis 38. A.1671.
Dit is Baldaeus self, die t'Blinde Heydendom
 Door Leven en door Leer bracht tot het Christendom.
- Philipp Baldaeus aus Delft, Prediger[13]
Er war zuerst ein Jahr in Galle[14], danach
8 Jahre im Königreich Jaffna auf der Insel Cey=
lon; [er ist] nun schon 2 Jahre in Geervliet, 38 Jahre alt, im Jahr 1671.
Dies ist Baldeaus selbst, der das blinde Heidentum
durch [sein] Leben und durch Lehre zum Christentum brachte.

## Werke
- Naauwkeurige Beschrijvinge van Malabar en Choromandel, der zelver aangrenzende ryken, en het machtige eyland Ceylon nevens een ... ontdekking en wederlegginge van de afgoderye der Oost-Indische heydenen. van Waasberge und van Someren, Amsterdam 1672
- Wahrhaftige Ausführliche Beschreibung der Berühmten Ost-Indischen Kusten Malabar und Coromandel, als auch der Insel Zeylon samt dero angräntzenden und untergehörigen Reichen ... Durchgehends verzieret mit neuen Landkahrten und Abbildungen ... Benebst einer Umständlichen und Gründlichen Entdeckung der Abgötterey der Ost-Indischen Heyden, Malabaren, Benjanen, Gentiven, Bramines [et]c. ... Anitzo aber aus dem Niederländischen ins Hochteutsche mit Fleiß übergesetzt und mit einem vollständigen Register versehen. Janssonius von Waesberge und Someren, Amsterdam 1672.
- Malabaarsche Spraakkunst. 3 Teile. Amsterdam 1672.